# بيلاش ساروس
بيلاش ساروس (بالمجرية: Sarus Balázs)‏ هو لاعب كرة قدم مجري في مركز الوسط، ولد في 9 ديسمبر 1988 في جيور في المجر. لعب مع غيور تورنا أوزتالي ونادي كيكسكيميت.